# الطاقة الشمسية في أوكرانيا

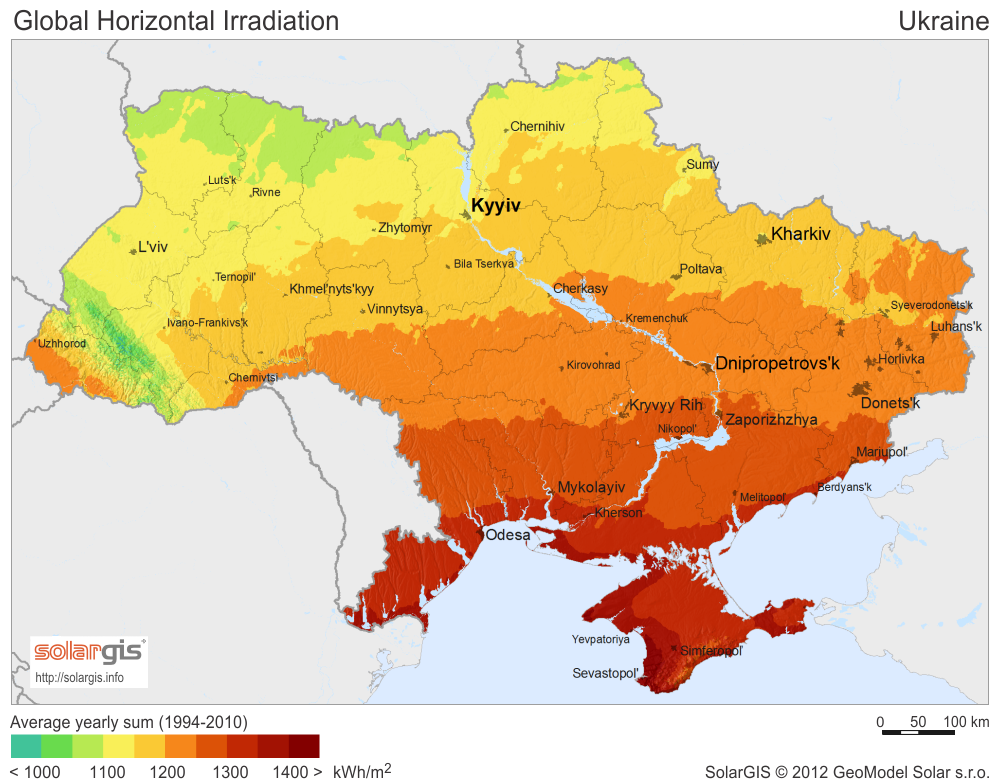
الإشعاع الشمسي في أوكرانيا.

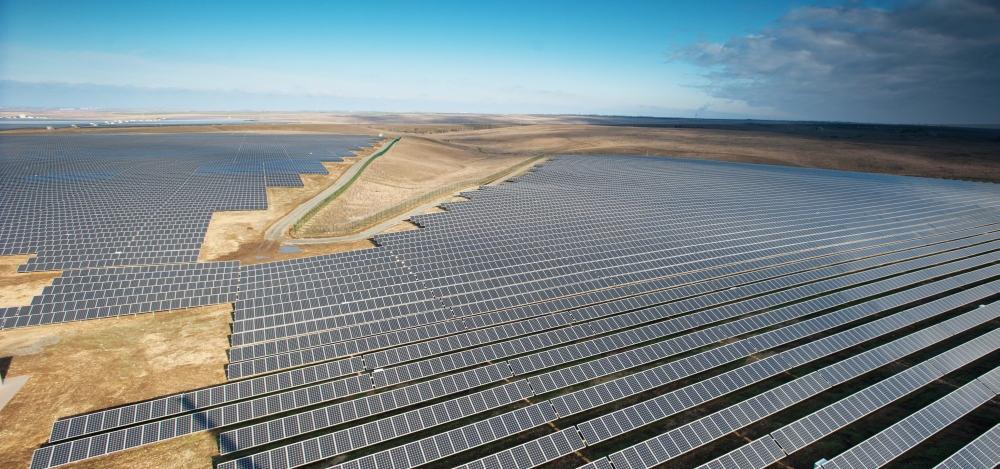
مزرعة بروفو للطاقة الشمسية

بدأت أوكرانيا من فترة قريبة بالاعتماد على الألواح الشمسية لتوليد الكهرباء اللازمة. ففي عام 2011، كان 90٪ من الكهرباء متولدة من الطاقة النووية والفحم. للحد من ذلك، بدأت أوكرانيا بالاعتماد على أحد أهم برامج الطاقة في العالم UAH 5.0509، سعر الكيلو وات يصل إلى 0.46 يورو. ونجحت في نهاية عام 2011 بإنشاء مزرعة بروفو أكبر مزرعة طاقة شمسية في أوروبا بسعة إجمالية تصل إلى 100 ميجاوات.

## محطات الطاقة الشمسية
| الإسم                             | السعة بالميجاوات (MW) | الموقع                                        |
| --------------------------------- | --------------------- | --------------------------------------------- |
| مزرعة أوخوتنيكوفو للطاقة الشمسية  | 82.65                 | 45°14′20″N 33°35′34″E / 45.23889°N 33.59278°E |
| مزرعة بروفو للطاقة الشمسية        | 100                   | 44°55′N 34°02′E / 44.917°N 34.033°E           |
| مزرعة ستاروكوزاتشي للطاقة الشمسية | 42.95                 | 46°28′N 30°44′E / 46.467°N 30.733°E           |

### صور المحطات

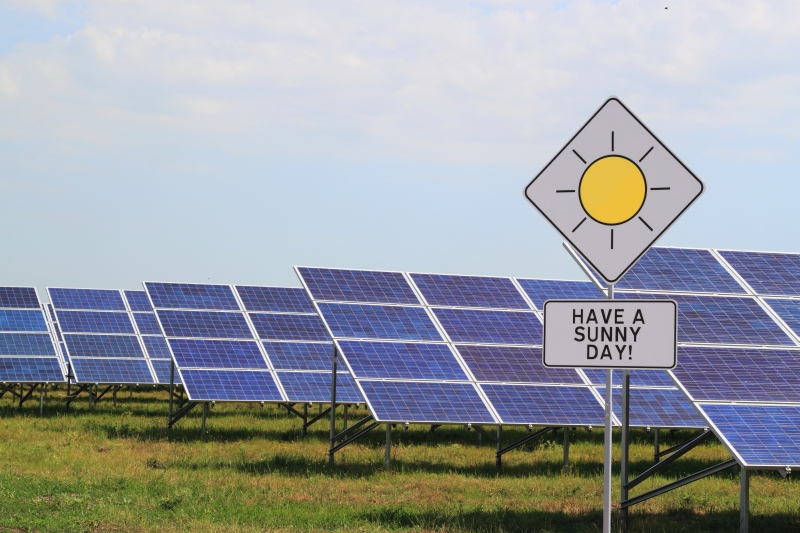
محطة داونوبي للطاقة الشمسية
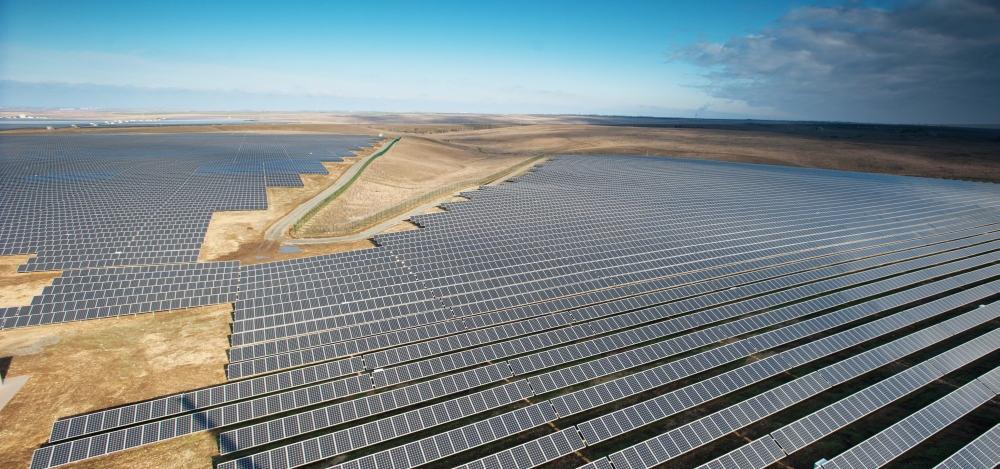
مزرعة بروفو للطاقة الشمسية (105.56 MW)
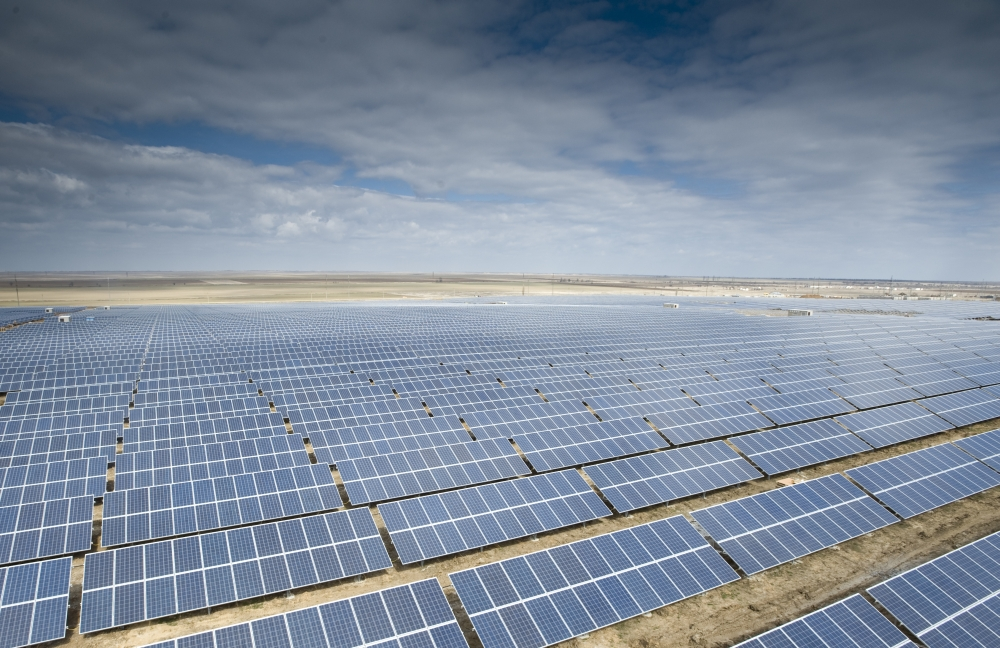
مزرعة ميتيايفو للطاقة الشمسية (31.55 MW)
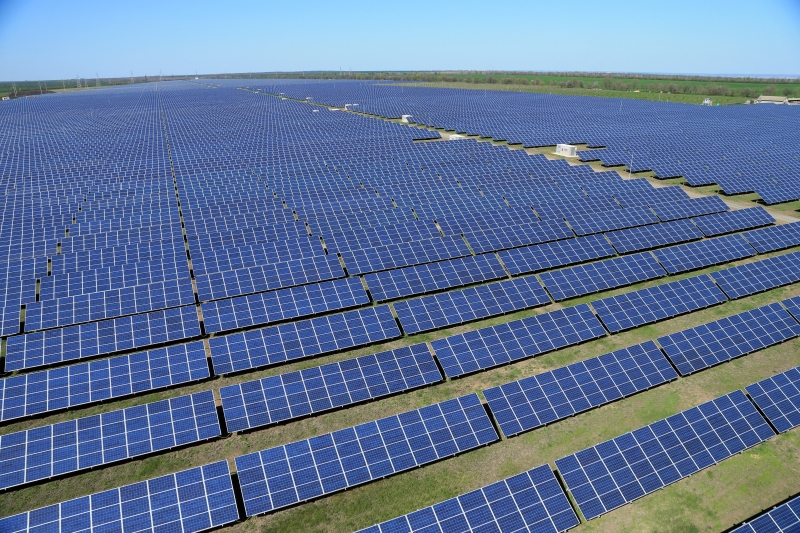
مزرعة ستاروكوزاتشي للطاقة الشمسية (42.95 MW)

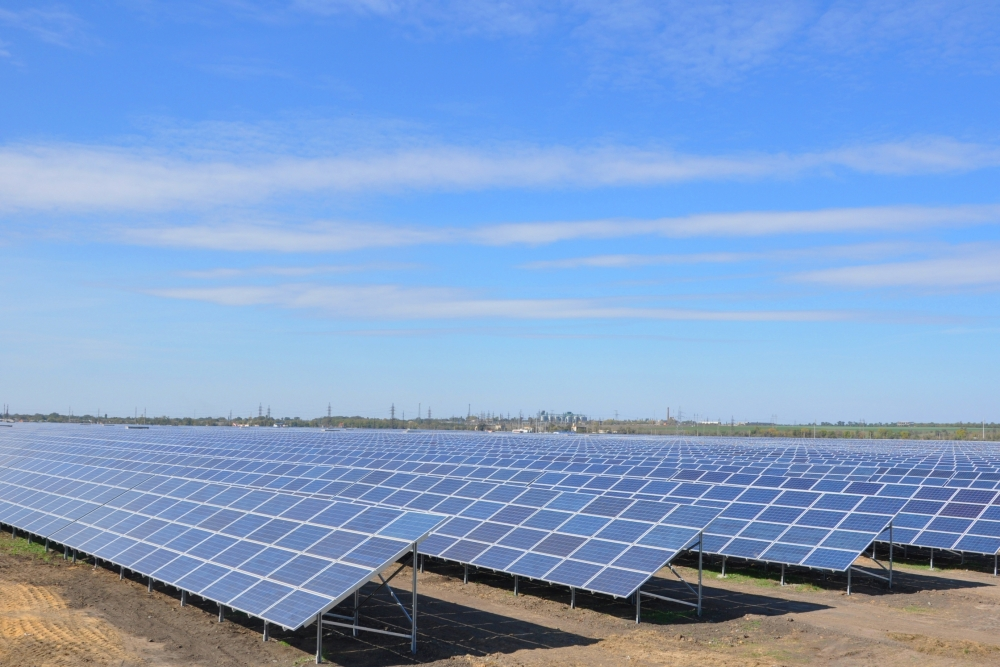
مزرعة دونايسكايا للطاقة الشمسية (43.14 MW)
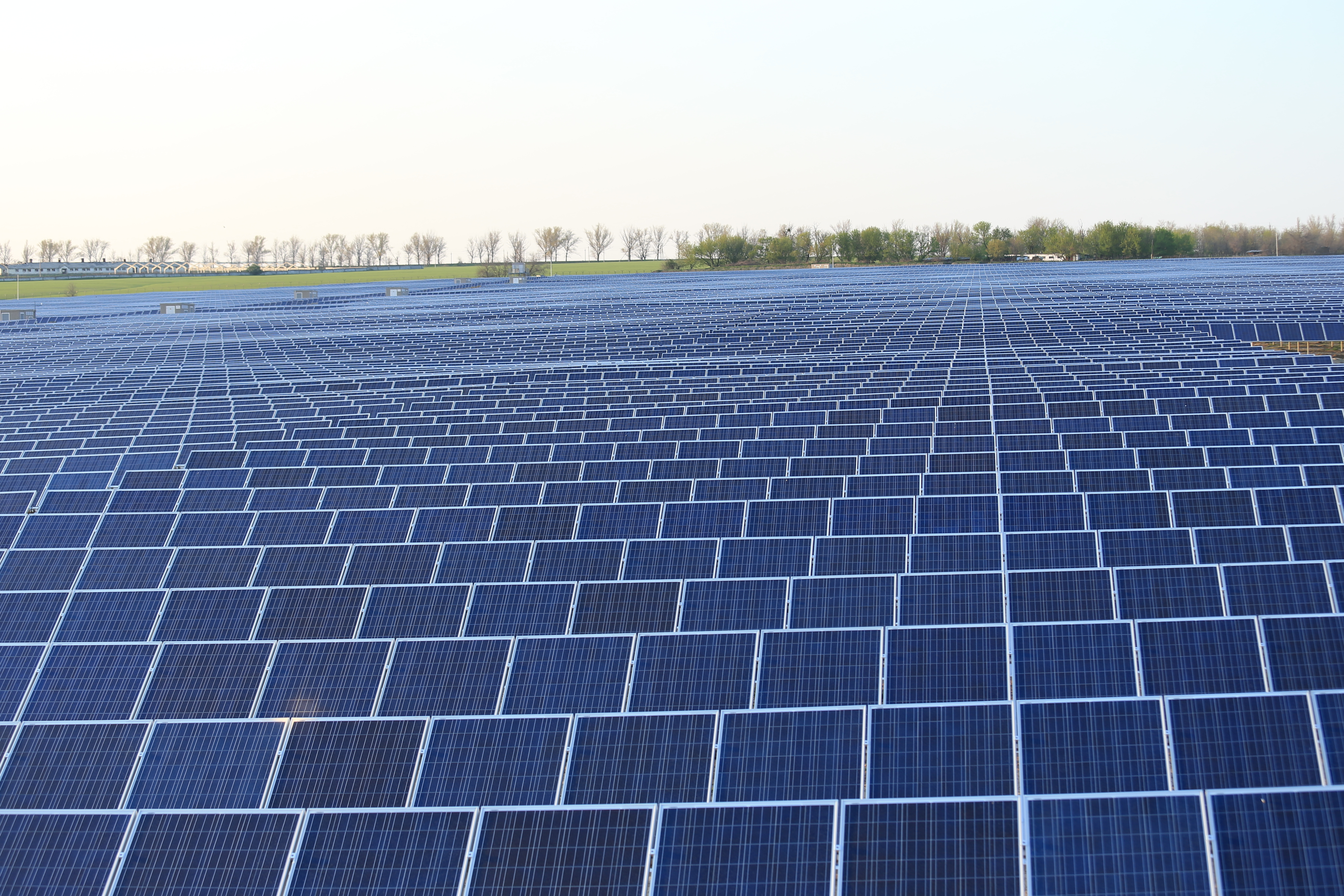
مزرعة ليمانسكي للطاقة الشمسية (43.4 MW)
مزرعة رودنيكوفويي للطاقة الشمسية (7.5 MW)
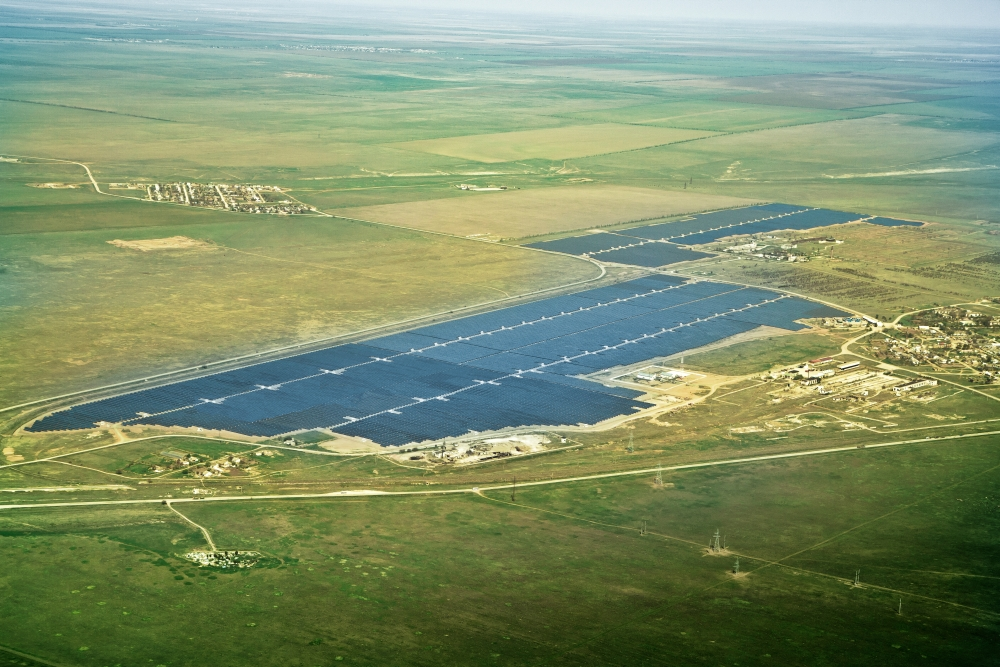
مزرعة أوخوتنيكوفو للطاقة الشمسية (82.65 MW)

## تطور الخلايا الشمسية
| العام | Σ السعة (MWp) | Δ الفرق في السعة (MWp) | التوليد (GWh) | المصادر |
| ----- | ------------- | ---------------------- | ------------- | ------- |
| 2010  | 3             | 3                      | n.a.          |         |
| 2011  | 196           | 193                    | n.a.          | [ 7 ]   |
| 2012  | 326           | 130                    | n.a.          | [ 8 ]   |
| 2013  | 616           | 290                    | n.a.          | [ 8 ]   |